# Nicolas Marie Thérèse Jolyclerc
Nicolas Marie Thérèse Jolyclerc  ( Lyon, 1746 – 1817 ) foi um escritor e botânico francês.

## Biografia
Entrou aos quatorze anos na ordem dos  Beneditinos. Apaixonado pela botânica passou a utilizar a biblioteca do convento para estudar todas as obras que tratam de plantas.
Na época da  revolução, aproveitando a secularização dos conventos, retira-se da igreja e passa a assumir o cargo  de professor na disciplina história natural  em  Tulle e, posteriormente, em Beauvais. Conta-se que explicando o papel das flores na reprodução das plantas a um público de  meninas, provoca a ira dos pais que o proíbem de lecionar.

## Obras
Apologie des prêtres mariés, ou Abus du célibat prouvé aux prêtres catholiques par l'Évangile, par la raison et par les faits (Paris, 1797), 
- Príncipes de la philosophie du botaniste, ou Dictionnaire interprète et raisonné des principaux

préceptes et des termes que la botanique, la médecine, la physique, la chimie et l'agriculture ont consacrés à l'étude... des plantes (Paris, 1797), 
- Phytologie universelle, ou Histoire naturelle et méthodique des plantes... (cinco volumes, Paris, 1798),
- Cours de minéralogie... (Paris, 1802),
- Dictionnaire raisonné et abrégé d'histoire naturelle (Paris, 1807).

Além disso, em 1797, elaborou a nova edição do Éléments de botanique de Joseph Pitton de Tournefort (1656-1708); foi o primeiro tradutor do  Système sexuel des végétaux de Carl von Linné (1707-1778) em 1798 ( reeditado em  1810 )  e  do  Cryptogamie complète  também de  Linné.